# 蓝苞葱
蓝苞葱（学名：Allium atrosanguineum）是葱科葱属的植物。分布于中亚地区、蒙古、西伯利亚以及中国大陆的西藏、青海、四川、新疆、云南、甘肃等地，生长于海拔3,400米至5,400米的地区，常生长在草地或草甸上，目前已由人工引种栽培。

## 异名
- Allium atrosanguineum Kar. et Kir.